# Kanton Châteaugiron
Der Kanton Châteaugiron (bretonisch Kanton Kastell-Geron) ist ein französischer Wahlkreis in den Arrondissements Fougères-Vitré und Rennes, im Département Ille-et-Vilaine und in der Region Bretagne; sein Hauptort ist Châteaugiron. 

## Geschichte
Der Kanton entstand am 15. Februar 1790. Von 1801 bis 1971 gehörten zehn Gemeinden zum Kanton Châteaugiron (1793–1801 auch Kanton Montgiron oder Kanton Chateaugiron genannt). 1971 wurde die Gemeinde Veneffles Teil der Gemeinde Châteaugiron. Von 1971 bis 2015 gehörten dann neun Gemeinden zum Kanton Châteaugiron. Mit der Neuordnung der Kantone in Frankreich stieg die Zahl der Gemeinden 2015 auf 14. Drei der bisherigen neun Gemeinden wechselten 2015 zu anderen Kantonen. Brécé zum Kanton Liffré, Nouvoitou und Saint-Armel zum Kanton Janzé. Zu den verbleibenden 6 Gemeinden des alten Kantons Châteaugiron kamen noch alle 6 Gemeinden des Kantons Châteaubourg und 2 der bisherigen 6 Gemeinden des Kantons Janzé hinzu.

## Lage
Der Kanton liegt im südöstlichen Zentrum des Départements Ille-et-Vilaine östlich und südöstlich von Rennes.

## Gemeinden

### Kanton Châteaugiron seit 2015
Der Kanton besteht aus elf Gemeinden mit insgesamt 43.954 Einwohnern (Stand: 1. Januar 2022) auf einer Gesamtfläche von 240,25 km²:
| Gemeinde               | Gallo                     | Bretonisch          | Einwohner (2022) | Fläche (km²) | Code postal  | Code Insee | Arrondissement |
| ---------------------- | ------------------------- | ------------------- | ---------------- | ------------ | ------------ | ---------- | -------------- |
| Boistrudan             | La Chapèll-de-Boéz-Trudan | Koetruzan           | 726              | 12,80        | 35150        | 35028      | Fougères-Vitré |
| Châteaubourg           | Chastèu-Bórg              | Kastell-Bourc'h     | 7.523            | 28,60        | 35220        | 35068      | Fougères-Vitré |
| Châteaugiron           | Chaujon                   | Kastell-Geron       | 10.688           | 23,52        | 35410        | 35069      | Rennes         |
| Domagné                | Dómeinyae                 | Dovanieg            | 2.439            | 29,00        | 35113        | 35096      | Fougères-Vitré |
| Domloup                | Donló                     | Domloup             | 3.839            | 18,91        | 35410        | 35099      | Rennes         |
| Louvigné-de-Bais       | Lóvinyaé-de-Baès          | Louvigneg-Baez      | 1.874            | 15,37        | 35680        | 35161      | Fougères-Vitré |
| Noyal-sur-Vilaine      | Nóyau-sur-Vilaèyn         | Noal-ar-Gwilen      | 6.250            | 30,36        | 35530        | 35207      | Rennes         |
| Piré-Chancé            |                           |                     | 3.177            | 41,56        | 35150, 35680 | 35220      | Rennes         |
| Saint-Didier           | Saent-Didier              | Sant-Ider           | 2.030            | 14,14        | 35220        | 35264      | Fougères-Vitré |
| Saint-Jean-sur-Vilaine | Saent-Jan-sur-Vilaèyn     | Sant-Yann-ar-Gwilen | 1.376            | 10,73        | 35220        | 35283      | Fougères-Vitré |
| Servon-sur-Vilaine     | Servon                    | Servon              | 4.032            | 15,26        | 35530        | 35327      | Rennes         |
| Kanton                 | Chaujon                   | Kastell-Geron       | 43.954           | 240,25       | -            | 3505       | -              |

### Kanton Châteaugiron bis 2015
Der alte Kanton Châteaugiron bestand aus neun Gemeinden auf einer Fläche von 118,12 km². Diese waren: Brécé, Chancé, Châteaugiron (Hauptort), Domloup, Nouvoitou, Noyal-sur-Vilaine, Saint-Armel, Saint-Aubin-du-Pavail und Servon-sur-Vilaine.

### Veränderungen im Gemeindebestand seit der landesweiten Neuordnung der Kantone
2019: Fusion Chancé und Piré-sur-Seiche → Piré-Chancé
2017: Fusion Châteaugiron, Ossé und Saint-Aubin-du-Pavail → Châteaugiron

## Bevölkerungsentwicklung
| 1962  | 1968  | 1975   | 1982   | 1990   | 1999   | 2006   | 2012   | 2016   |
| ----- | ----- | ------ | ------ | ------ | ------ | ------ | ------ | ------ |
| 8.287 | 9.412 | 10.756 | 14.405 | 17.722 | 21.893 | 24.598 | 26.738 | 40.671 |

## Politik
Im 1. Wahlgang am 22. März 2015 erreichte keines der vier Wahlpaare die absolute Mehrheit. Bei der Stichwahl am 29. März 2015 gewann das Gespann Aude de La Vergne (UMP/LR)/Louis Hubert (DVD) gegen Stéphane Lenfant/Marie-Noëlle Renault mit einem Stimmenanteil von 58,01 % (Wahlbeteiligung:48,08 %).
Seit 1945 hatte der Kanton folgende Abgeordnete im Rat des Départements:
| Vertreter im conseil général des Départements | Vertreter im conseil général des Départements | Vertreter im conseil général des Départements |
| Amtszeit                                      | Name                                          | Partei                                        |
| --------------------------------------------- | --------------------------------------------- | --------------------------------------------- |
| 1945–1951                                     | François Delalande                            | DVD                                           |
| 1951–1965                                     | Maurice Audrain                               | DVD, dann CD                                  |
| 1965–1995                                     | Pierre Le Treut                               | UDF-CDS                                       |
| 1995–2001                                     | Daniel Ostoréro                               | PS                                            |
| 2001–2015                                     | Louis Hubert                                  | UDF, dann UMP                                 |
| 2015–                                         | Aude de La Vergne Louis Hubert                | UMP/LR DVD                                    |